# Нетребице (Чешки Крумлов)
Нетребице (чеш. Netřebice) је насељено мјесто са административним статусом сеоске општине (чеш. obec) у округу Чешки Крумлов, у Јужночешком крају, Чешка Република.

## Становништво
Према подацима о броју становника из 2014. године насеље је имало 487 становника.